# Pachypasa meloui
Pachypasa meloui is een vlinder uit de familie van de spinners (Lasiocampidae). De wetenschappelijke naam van de soort is voor het eerst geldig gepubliceerd door Riel.